# Ines Abassi
Ines Abassi (arabisch إيناس العباسي; geboren 1982) ist eine tunesische Autorin, die für ihre Lyrik, ihre Kinderbücher und Romane bekannt ist, sie schreibt auf Arabisch. Darüber hinaus ist sie auch als belletristische Übersetzerin tätig. Texte von Ines Abassi wurden in die Sprachen Englisch, Französisch, Koreanisch, Dänisch und Schwedisch übersetzt und veröffentlicht.
Ines Abassi wurde mit ihren Lyrikbänden Secrets of the Wind (2004) und Archive of the Blind (2007) bekannt, die beide mit nationalen Preisen ausgezeichnet wurden. Sie nahm an zahlreichen Literaturfestivals teil, unter anderem in Oman, Jordanien und Korea. In Korea verbrachte sie einen Stipendienaufenthalt. Aus den Erfahrungen dieses Aufenthalts entstand der Erzählband Tales of Korean Shahrazad, der im Libanon veröffentlicht wurde. In den Erzählungen wird die koreanische Kultur, Gesellschaft, Geschichte und das tägliche Leben dargestellt. Sie arbeitet derzeit als Journalistin in den Vereinigten Arabischen Emiraten.